# Ed Blackwell
Pour les articles homonymes, voir Blackwell.
Ed Blackwell est un batteur et percussionniste de jazz, né le 10 octobre 1929 à La Nouvelle-Orléans et mort le 7 octobre 1992 à Hartford. Blackwell est surtout connu pour avoir joué avec le saxophoniste Ornette Coleman dans les années 1960.

## Biographie
Ed Blackwell commence sa carrière dans les années 1950 en jouant dans l'orchestre formé par les frères Ray et Plas Johnson. En 1960, il remplace Billy Higgins dans le quartet du saxophoniste Ornette Coleman et entame une longue collaboration. Blackwell joue également avec Eric Dolphy, Randy Weston, ou encore Archie Shepp.
Blackwell est artiste en résidence à l'Université Wesleyenne (Connecticut) en 1975. L'année suivante il prend part au quartet Old and New Dreams (en) en compagnie du saxophoniste Dewey Redman, du contrebassiste Charlie Haden et du trompettiste Don Cherry,.

## Discographie

### En tant que leader ou coleader
- 1977: Old And New Dreams, Old And New Dreams (Black Saint)
- 1979: Old And New Dreams, Old And New Dreams  (ECM Records)
- 1980: Old And New Dreams, Playing(ECM Records)
- 1982: Avec Don Cherry, El Corazon (ECM Records)
- 1993: The Ed Blackwell Project, What It Is! (Enja Records)
- 1994: The Ed Blackwell Project, What It Be Like? (Enja Records)
- 1992: Avec Karl Berger et Dave Holland, Crystal Fire (Enja Records)
- 2000: Avec Karl Berger, Just Play (Emanem)
- 2010: Avec Wadada Leo Smith, The Blue Mountain's Sun Drummer (Kabell)

### En tant que sideman

#### Avec Art Neville
- 1959: What's Going On" (Specialty)
- 1987: That Old Time Rock 'N' Roll" (Specialty)

#### Avec Ornette Coleman
- 1959: The Art Of The Improvisers (Atlantic)
- 1959: Twins (Atlantic)
- 1959: Beauty is a Rare Thing (Rhino/Atlantic)
- 1960: This Is Our Music (Atlantic)
- 1961: Ornette! (Atlantic)
- 1961: Free Jazz: A Collective Improvisation (Atlantic)
- 1962: Ornette On Tenor (Atlantic)
- 1968: Live in Milano 1968 (Jazz Up)
- 1970: Starting The Case (Jazz Anthology)
- 1970: Friends And Neighbors-Ornette Live At Prince Street (RCA Records)
- 1971: The Belgrade Concert (Jazz Door)
- 1971: European Concert (Unique Jazz)
- 1971: Paris Concert (Trio Records)
- 1971: Broken Shadows (Columbia)
- 1972: Science Fiction (Columbia)
- 1972: Skies Of America (Columbia)
- 1975: To Whom Who Keeps A Record (Atlantic)
- 1980: The Unprecedented Music Of Ornette Coleman (Crown Japan)
- 1982: Broken Shadows (Columbia)

#### Avec Eric Dolphy and Booker Little
- 1960: Dash One (Prestige)
- 1960: Here and There (Prestige)
- 1961: At the Five Spot, (Vols 1 & 2) (Fantasy Recordings)
- 1961: Memorial Album (Prestige)

#### Avec Archie Shepp
- 1965: Further Fire Music (Impulse!)
- 1986: On This Night (GRP/Impulse!)
- 1967: The Magic Of Ju-Ju (Impulse!)

#### Avec Don Cherry
- 1966: Complete Communion (Blue Note)
- 1966: Symphony For Improvisers (Blue Note)
- 1966: Where Is Brooklyn? (Blue Note)
- 1969: Mu First Part (BYG Actuel)
- 1969: Mu Second Part (BYG Actuel)
- 1973: Relativity Suite (JCOA)
- 1985: Tamma with Don Cherry and Ed Blackwell (Odin)
- 1988: Multikulti (A&M)

#### Avec John Coltrane et Don Cherry
- 1966: The Avant-Garde (Atlantic)

#### Avec Karl Berger
- 1966: Karl Berger (ESP-Disk)
- 1969: Tune In (Milestone)
- 1976: Just Play 1976 (Quark)
- 1987: Transit w/ Dave Holland (Black Saint)
- 1991: Crystal Fire (Quark)

#### Avec Clifford Jordan
- 1968: Lee Morgan w/ Clifford Jordan Quintet-Live in Baltimore 1968 (Fresh Sound)
- 1969: In The World (Strata-East)

#### Avec Albert Heath
- 1969: Kawaida (O'Be)

#### Yoko Ono
- 1970: Yoko Ono/Plastic Ono Band (Apple)

#### Marion Brown
- 1975: Vista (Impulse!)
- 1976: Awofofora (Disco Mate)

#### Avec Anthony Davis
- 1978: Song for the Old World (India Navigation)

#### Avec Dewey Redman
- 1980: Red And Black (Black saint)
- 1980: In Willisau (Black saint)
- 1982: The Struggle Continues (ECM)
- 2001: Tarik (Fuel 2000 Records)

#### Avec Anthony Braxton
- 1981: Six Compositions: Quartet (Polygram)

#### Avec Jemeel Moondoc
- 1982: Judy's Bounce (Soul Note)

#### Avec David Murray
- 1983: Morning Song (Black Saint)
- 1988: Ming's Samba (Portrait Records)
- 2000: Death of a Sideman (DIW)

#### AvecJane Ira Bloom
- 1983: Mighty Lights (Enja Records)

#### Avec Mal Waldron
- 1983: Plays Erik Satie (Baybridge)
- 1983: You and the Night and the Music (Paddle Wheel)
- 1986: The Git-Go: Live at the Village Vanguard (Soul Note)
- 1986: Seagulls of Kristiansundi: Live at the Village Vanguard (Soul Note)

#### Avec Hilton Ruiz
- 1984: Cross Currents (Stash)

#### Avec Jayne Cortez
- 1991: Everywhere Drums (Bola Press)

#### Avec Joe Lovano
- 1991: From The Soul (Blue Note)
- 1991: Sounds of Joy (Enja Records)

#### Avec Ray Anderson
- 1992: Every One Of Us (Gramavision)

#### Avec Steve Coleman
- 1992: Rhythm In Mind (RCA/Novus)

#### Avec Charles Brackeen
- 1993: The Music of Charles Brackeen-Rhythm X (Strata-East)

#### Avec Charlie Haden
- 1994: The Montreal Tapes (Verve)